# Formazioni di VolleyLigaen danese di pallavolo femminile 2013-2014
Formazioni delle squadre di pallavolo partecipanti alla stagione 2013-2014 del campionato di VolleyLigaen.

## ASV Volleyball Århus (pallavolo femminile)|ASV Volleyball Århus
| N° | Nome                | Ruolo | Data di nascita   | Nazionalità sportiva |
| -- | ------------------- | ----- | ----------------- | -------------------- |
| -  | Ben Eshel           | All   | -                 | Danimarca            |
| 1  | Natja Kjeldsen      | S     | 9 maggio 1990     | Danimarca            |
| 2  | Ci Eshel            | L     | 15 giugno 1988    | Danimarca            |
| 3  | Maja Sørensen       | S/O   | 28 luglio 1989    | Danimarca            |
| 4  | Axelina Andersson   | L     | -                 | Norvegia             |
| 5  | Monique Roberts     | C     | 15 agosto 1990    | Stati Uniti          |
| 6  | Marie Finnerup      | S     | -                 | Danimarca            |
| 9  | Michelle Hemmingsen | S     | 22 settembre 1992 | Danimarca            |
| 10 | Anne Ravn           | P     | 1º gennaio 1992   | Danimarca            |
| 12 | Maria Tyndeskov     | C     | 1º gennaio 1991   | Danimarca            |
| 14 | Trine Rask          | C     | 11 marzo 1988     | Danimarca            |
| 16 | Marie Gregersen     | S     | -                 | Danimarca            |
| 18 | Tenna Donslund      | S     | 10 agosto 1995    | Danimarca            |

## Brøndby Volleyball Klub
| N° | Nome                | Ruolo | Data di nascita   | Nazionalità sportiva |
| -- | ------------------- | ----- | ----------------- | -------------------- |
| -  | Jens Bang           | All   | 10 maggio 1959    | Danimarca            |
| 1  | Eva Bang            | P     | 20 dicembre 1990  | Danimarca            |
| 2  | Ida Flensted        | S     | 18 luglio 1995    | Danimarca            |
| 3  | Ida Lambach         | P     | 31 marzo 1996     | Danimarca            |
| 4  | Stephanie Dahl      | L     | 28 agosto 1996    | Danimarca            |
| 5  | Trine Kjelstrup     | S     | 4 dicembre 1994   | Danimarca            |
| 6  | Stine Spangen       | S     | 21 aprile 1985    | Danimarca            |
| 7  | Amanda Anderson     | C     | 2 aprile 1991     | Stati Uniti          |
| 8  | Michelle Osunbor    | C     | 20 novembre 1988  | Stati Uniti          |
| 9  | Paulina Hougaard    | C     | 11 ottobre 1996   | Danimarca            |
| 10 | Mirjana Đurić       | S/O   | 14 febbraio 1986  | Serbia               |
| 11 | Simone Asque        | S     | 17 febbraio 1990  | Stati Uniti          |
| 12 | Theresia Nielsen    | S     | 28 marzo 1996     | Danimarca            |
| 13 | Mathilde Romanowski | L     | 13 settembre 1995 | Danimarca            |

## Frederiksberg Volley
| N° | Nome               | Ruolo | Data di nascita  | Nazionalità sportiva |
| -- | ------------------ | ----- | ---------------- | -------------------- |
| -  | Lars Engell        | All   | -                | Danimarca            |
| 1  | Mira Abildgaard    | S     | 1º agosto 1993   | Danimarca            |
| 2  | Terese Ammundsen   | C     | 27 maggio 1991   | Danimarca            |
| 3  | Stine Christiansen | P     | 12 maggio 1985   | Danimarca            |
| 4  | Liv Magnussen      | S     | 11 gennaio 1996  | Danimarca            |
| 5  | Sofia Purkhús      | S     | 16 ottobre 1992  | Danimarca            |
| 6  | Thit Bak           | C     | 2 maggio 1994    | Danimarca            |
| 7  | Line Rasmussen     | C     | 9 aprile 1988    | Danimarca            |
| 9  | Birgit Guttesen    | S/O   | 27 maggio 1990   | Danimarca            |
| 10 | Alyssa Speckhals   | P     | 16 dicembre 1988 | Stati Uniti          |
| 11 | Asta Kjærgård      | S/O   | 25 aprile 1994   | Danimarca            |
| 12 | Kimmie Mikkelsen   | P     | 12 maggio 1993   | Danimarca            |
| 13 | Rikke Larsen       | L     | 7 aprile 1988    | Danimarca            |
| 14 | Mette Sallerup     | L     | 25 ottobre 1995  | Danimarca            |

## Gentofte Volley
| N° | Nome                | Ruolo | Data di nascita   | Nazionalità sportiva |
| -- | ------------------- | ----- | ----------------- | -------------------- |
| -  | Jens Retterholt     | All   | -                 | Danimarca            |
| 1  | Amalie Owie         | S     | 4 luglio 1997     | Danimarca            |
| 2  | Sigrid Christiansen | P     | 17 settembre 1996 | Danimarca            |
| 3  | Ellese Petty        | C     | 12 aprile 1996    | Stati Uniti          |
| 4  | Anna Berg           | C     | 22 febbraio 1996  | Danimarca            |
| 5  | Trine Pedersen      | S/O   | 2 maggio 1996     | Danimarca            |
| 6  | Malou Lokdam        | C     | 11 dicembre 1997  | Danimarca            |
| 7  | Sara Stief          | C     | 23 febbraio 1997  | Danimarca            |
| 8  | Simone Lindahl      | S/O   | 10 febbraio 1994  | Danimarca            |
| 9  | Thea Böttcher       | S     | 12 febbraio 1996  | Danimarca            |
| 11 | Anna Bendixen       | L     | 6 settembre 1996  | Danimarca            |
| 13 | Christina Hoffmann  | L     | 21 novembre 1992  | Danimarca            |
| 14 | Maria Bjørn         | S     | 9 giugno 1993     | Danimarca            |
| 15 | Mathilde Nilsson    | S     | 2 novembre 1995   | Danimarca            |
| 16 | Hanna Svensson      | S     | 2 gennaio 1997    | Svezia               |

## Holte IF Volleyball
| N° | Nome              | Ruolo | Data di nascita  | Nazionalità sportiva |
| -- | ----------------- | ----- | ---------------- | -------------------- |
| -  | Sven Lauridsen    | All   | 1º marzo 1973    | Danimarca            |
| 1  | Mette Westergaard | P     | 30 aprile 1986   | Danimarca            |
| 2  | Amanda Andersen   | C     | 3 maggio 1995    | Danimarca            |
| 3  | Maia Stripp       | C     | 14 aprile 1998   | Danimarca            |
| 4  | Marie Bonnesen    | P     | 14 ottobre 1996  | Danimarca            |
| 5  | Lærke Grønfeldt   | C     | 29 ottobre 1988  | Danimarca            |
| 6  | Nora Møllgaard    | S     | 11 febbraio 1997 | Danimarca            |
| 7  | Freja Huss        | S     | 7 ottobre 1995   | Danimarca            |
| 8  | Caitlin Nyhus     | P     | 6 aprile 1988    | Canada               |
| 9  | Lise Bisgaard     | S     | 2 maggio 1992    | Danimarca            |
| 10 | Alda Arnarsdottir | L     | 19 ottobre 1995  | Islanda              |
| 11 | Sasha Wilkins     | S     | 31 agosto 1987   | Canada               |
| 12 | Clara Viera       | L     | 11 agosto 1994   | Danimarca            |
| 13 | Karen Helmer      | S     | 2 maggio 1987    | Danimarca            |
| 17 | Lykke Haley       | S/O   | 20 aprile 1988   | Danimarca            |
| 18 | Juliane Daugaard  | C     | 8 ottobre 1992   | Danimarca            |

## Team Køge Wildcard
| N° | Nome                 | Ruolo | Data di nascita  | Nazionalità sportiva |
| -- | -------------------- | ----- | ---------------- | -------------------- |
| -  | Sven Brix            | All   | 1º dicembre 1963 | Danimarca            |
| 1  | Emma Brix            | P     | 11 novembre 1994 | Danimarca            |
| 2  | Laura Kjelstrup      | S     | 28 maggio 1996   | Danimarca            |
| 3  | Nanna Mølgård        | S/O   | 7 luglio 1996    | Danimarca            |
| 4  | Laura Brix           | S     | 30 novembre 1996 | Danimarca            |
| 6  | Clara Østergaard     | S     | 29 novembre 1997 | Danimarca            |
| 7  | Katrine Strøbæk      | C     | 29 gennaio 1996  | Danimarca            |
| 8  | Nanna Hansen         | P     | 29 gennaio 1996  | Danimarca            |
| 9  | Isabel Fugmann       | S     | 1º marzo 1997    | Danimarca            |
| 10 | Julie De Blanck      | C     | 30 giugno 1995   | Danimarca            |
| 11 | Sabine Strøbæk       | S/O   | 7 maggio 1992    | Danimarca            |
| 13 | Maryem Obari         | S     | 15 aprile 1998   | Danimarca            |
| 14 | Nora Øland           | L     | 23 luglio 1997   | Danimarca            |
| 15 | Maria Marli Andersen | P     | 27 gennaio 1994  | Danimarca            |
| 16 | Amalie Lachenmeier   | C     | 22 agosto 1998   | Danimarca            |
| 17 | Simone Hansen        | S     | 20 marzo 1991    | Danimarca            |

## Lyngby Volley
| N° | Nome                | Ruolo | Data di nascita   | Nazionalità sportiva |
| -- | ------------------- | ----- | ----------------- | -------------------- |
| -  | Michael Jensen      | All   | -                 | Danimarca            |
| 2  | Lene Lam            | C     | 9 giugno 1976     | Danimarca            |
| 3  | Maja Bach           | P     | 19 ottobre 1991   | Danimarca            |
| 4  | Kelcie Tolan        | L     | 26 febbraio 1990  | Stati Uniti          |
| 5  | Alicia Palmer       | P     | 5 febbraio 1990   | Stati Uniti          |
| 7  | Fränze Svarre       | C     | 21 luglio 1985    | Germania             |
| 8  | Olivia Von Holstein | L     | 19 novembre 1995  | Danimarca            |
| 9  | Maria Menzel        | S/O   | 22 febbraio 1982  | Danimarca            |
| 10 | Brooke Seaman       | S/O   | 29 settembre 1988 | Stati Uniti          |
| 11 | Dominique Davis     | S     | 29 giugno 1991    | Stati Uniti          |
| 12 | Nikoline Mogensen   | P     | 13 marzo 1996     | Danimarca            |
| 13 | Pernille Larsen     | C     | 5 febbraio 1986   | Danimarca            |
| 14 | Evelyn Kampen       | S     | 30 settembre 1989 | Canada               |
| 15 | Maria Grøn          | S     | 9 giugno 1983     | Danimarca            |
| 16 | Sarah Fredriksen    | S/O   | 5 febbraio 1995   | Danimarca            |

## Fortuna Odense Volley
| N° | Nome                 | Ruolo | Data di nascita  | Nazionalità sportiva |
| -- | -------------------- | ----- | ---------------- | -------------------- |
| -  | Kristen Karlik       | All   | -                | Danimarca            |
| 1  | Christina Michaelsen | S     | 9 settembre 1997 | Danimarca            |
| 2  | Tereza Kerpčárová    | C     | 30 aprile 1994   | Slovacchia           |
| 3  | Julie Guldager       | S     | 14 luglio 1992   | Danimarca            |
| 4  | Alina Sode           | S     | 22 maggio 1995   | Danimarca            |
| 5  | Jeanette Hansen      | L     | 16 ottobre 1986  | Danimarca            |
| 6  | Alex Woolsey         | P     | 28 febbraio 1991 | Stati Uniti          |
| 7  | Cirkeline Varming    | C     | 16 gennaio 1997  | Danimarca            |
| 8  | Stine Andreasen      | L     | 28 aprile 1985   | Danimarca            |
| 9  | Melicjana Salispahic | S/O   | 10 luglio 1987   | Danimarca            |
| 10 | Emilie Holk          | L     | 18 luglio 1986   | Danimarca            |
| 11 | Lea Meilstrup        | C     | 20 aprile 1986   | Danimarca            |
| 12 | Mette Breuning       | C     | 10 luglio 1996   | Danimarca            |
| 14 | Laura Jensen         | S/O   | 12 febbraio 1995 | Danimarca            |